# انتخابات سراسری لسوتو (۲۰۱۷)
انتخابات سراسری زودهنگام در لسوتو در تاریخ ۳ ژوئن ۲۰۱۷ برابر با ۱۳ خرداد ۱۳۹۶ برای انتخاب ۱۲۰ عضو مجلس ملی این کشور که مجلس سفلی تلقی می‌شود برگزار خواهد شد. این انتخابات سه سال زودتر از موعد مقرر برگزار می‌شود چون نمایندگان با اکثریت آرا به نخست‌وزیر پاکالیتا موسیسیلی رأی عدم اعتماد دادند.